# Kouvot Kouvola
Il Kouvot Kouvola è una società cestistica avente sede a Kouvola, in Finlandia. Fondata nel 1964, gioca nel campionato finlandese.
Disputa le partite interne nella Mansikka-ahon urheiluhalli.

## Palmarès
- Campionato finlandese: 4

1994-95, 1998-99, 2003-04, 2015-16
- Coppa di Finlandia: 1

1998